# Oedopeza maculatissima
Oedopeza maculatissima är en skalbaggsart som beskrevs av Monné och Martins 1976. Oedopeza maculatissima ingår i släktet Oedopeza och familjen långhorningar.
Artens utbredningsområde är:
- Paraguay.
- Venezuela.

Inga underarter finns listade i Catalogue of Life.